# La Reine du hold-up
Pour plus de détails, voir Fiche technique et Distribution.
La Reine du hold-up (This Woman Is Dangerous) est un film américain réalisé par Felix E. Feist, sorti en 1952.

## Fiche technique
- Titre : La Reine du hold-up
- Titre original : This Woman Is Dangerous
- Réalisation : Felix E. Feist
- Scénario : Daniel Mainwaring et George Worthing Yates (en) d'après une histoire Stab of Pain de Bernard Girard
- Production : Robert Sisk
- Société de production : Warner Bros. Pictures
- Photographie : Ted D. McCord
- Montage : James C. Moore
- Musique : David Buttolph et Max Steiner
- Direction artistique : Leo K. Kuter
- Décors : George James Hopkins
- Costumes : Sheila O'Brien
- Pays d'origine : États-Unis
- Format : Noir et blanc - 35 mm - 1,37:1 - Son : Mono (RCA Sound System)
- Genre : Drame
- Durée : 100 minutes
- Dates de sortie :
  - États-Unis : 9 février 1952
  - France : 26 septembre 1952

## Distribution
- Joan Crawford : Elizabeth 'Beth' Austin
- Dennis Morgan : Dr. Ben Halleck
- David Brian : Matt Jackson
- Richard Webb : James A. Franklin
- Mari Aldon : Ann Jackson
- Philip Carey : Will Jackson
- Ian MacDonald : Joe Grossland
- George Chandler : Dr. Bill Ryan
- Katherine Warren : Mrs. Millican
- William Challee : Ned Shaw